# Tesztadat
A tesztadat egy olyan adat, amelyeket kifejezetten teszteléshez, jellemzően egy számítógépes programhoz használnak.
Bizonyos adatok megerősítő módon használhatók fel, jellemzően annak ellenőrzésére, hogy egy adott funkcióhoz adott bemeneti adat készlet az elvárt eredményt adja-e. Más adatok felhasználhatók arra, hogy kivizsgálják a program azon képességét, hogy hogyan reagál a szokatlan, rendkívüli, kivételes vagy váratlan adatbevitelre.
A tesztadatok fókuszált vagy szisztematikus módon állíthatók elő (mint általában a tartománytesztelés esetében), vagy más, kevésbé fókuszált megközelítések használatával (mint általában a nagy volumenű randomizált automatizált tesztek esetében). A tesztadatokat a tesztelő, vagy olyan program vagy funkció hozhatja létre, amely segíti a tesztelőt. A tesztadatok rögzíthetők újrafelhasználhatóan, vagy egyszer felhasználódnak, majd elfelejtődnek.

## Korlátok
Nem mindig lehetséges elegendő adatot létrehozni a teszteléshez. A tesztadatok mennyiségét olyan szempontok határozzák meg, vagy korlátozzák, mint az idő, a költség és a minőség. A létrehozás időtartama, a létrehozás költségei és a tesztadatok minősége, valamint a hatékonysága.

## Tartománytesztelés
A tartománytesztelés a tesztelési technikák egy családja, amely a tesztadatokra fókuszál. Ez magába foglalhatja a közös vagy kritikus bemeneti adatokat, egy adott ekvivalencia partíció modellben képviselt adatokat, olyan értékeket, amelyek megjelenhetnek egy ekvivalencia partíció adat határai között és más, nem szokványos értékeket, amelyeket a programnak el kell utasítani, bemeneti adat kombinációkat, vagy olyan bemeneti adatokat, amik a terméket meghatározott adat kimenetek felé irányíthatják.

## Tesztadat-generátor
A szoftvertesztelés napjainkban fontos részét képezi a szoftverfejlesztési életciklusnak. Ez egy munkaigényes feladat és a rendszer fejlesztési költségének közel a felét teszi ki. Ezért kívánatos, hogy a tesztelés egy részének automatizáltnak kell lenni. Egy fontos probléma a tesztelés kapcsán a minőségi adatgenerálás, mely fontos lépésnek tekinthető a szoftvertesztelés költségeinek csökkentésében. Ezért a tesztadat-generálás fontos része a szoftvertesztelésnek.

## Lásd még
- Szoftvertesztelés

## Népszerű nyílt forráskódú adatgenerátorok
- The DataGenerator

## Fordítás
Ez a szócikk részben vagy egészben  a   Test data című angol Wikipédia-szócikk ezen változatának fordításán alapul.  Az eredeti cikk szerkesztőit annak laptörténete sorolja fel. Ez a jelzés csupán a megfogalmazás eredetét és a szerzői jogokat jelzi, nem szolgál a cikkben szereplő információk forrásmegjelöléseként.